# میکا سومیا
میکا سومیا (انگلیسی: Mika Someya؛ زادهٔ ۲ ژوئن ۱۹۸۳) بازیکن سافت‌بال اهل ژاپن است.